# 滝田樗陰
滝田 樗陰（たきた ちょいん、1882年〈明治15年〉6月28日 - 1925年〈大正14年〉10月27日）は大正期の雑誌編集者。本名は滝田 哲太郎。総合雑誌『中央公論』の編集長を務めた。

## 経歴
秋田県南秋田郡手形新町下丁（現・秋田市手形新栄町）生まれ。父・滝田以久治は秋田藩士の家系の出で、立憲民政党総裁等を務めた町田忠治の弟。厳格で教育熱心な父親に期待をかけて育てられた。秋田中学、第二高等学校を経て東京帝国大学英文科に進学、のち法科に転じる。在学中に近松秋江が主幹を務める『中央公論』で、ロンドン・タイムズ、デイリー・メール等外国の新聞雑誌類の翻訳アルバイトをするが、やがてその能力を認められ正式な編集者になり、大学はほとんど出席しなくなって中退した。中退するかどうか悩んでいた頃に、尊敬する徳富蘇峰のもとを訪れ相談したことをきっかけに、国民新聞社に籍を置いた。しかし社会部長の千葉亀雄に自分の記事を大幅に添削されたことが気に食わず短期間で退社し、中央公論社に舞い戻った。
1905年（明治38年）、『中央公論』に文芸欄を設置。これによって大幅に部数を伸ばした功績から、1912年（大正元年）編集主幹となる。もともと『中央公論』は浄土真宗本願寺派系の宗教雑誌だったが、社長の麻田駒之助から編集を全面的に任された樗陰は、文芸欄や政治評論の充実を図った。すでに大物作家であった夏目漱石、森鷗外や、新進作家であった芥川龍之介を執筆陣に引き入れた。黒塗りの人力車を乗り回し、自ら原稿の依頼に回ったエピソードは有名である。多くの新人作家を発掘し、文壇にデビューさせた。第一次世界大戦が終わった1918年（大正7年）以降は、吉野作造の「憲政の本義を説いて其有終の美を済すの途を論ず」など民本主義論の多くを自ら口述筆記し、同誌に掲載した。これにより『中央公論』は、大正デモクラシーの発信源として大きく発展した。樗陰は本来蘇峰や三宅雪嶺の影響下にある国家主義者だったが、吉野作造や大山郁夫の影響から理想主義的なデモクラシーに傾き始める。しかしライバル誌として成長した改造社の『改造』や黎明会の『解放』と比較すると、『中央公論』は中道の範疇に収まっていた。
1924年（大正13年）、腎臓病のため療養生活に入る。1925年（大正14年）10月27日、「太く短く」の信条通り、43歳で腎臓病の悪化と喘息のため東京市本郷区根津片町（現・東京都文京区根津）の自宅で死去。戒名は天真院樗陰朗徹居士。墓所は秋田市下矢橋の全良寺。
滝田の死後、『中央公論』は『改造』などに押されて部数が低迷し、嶋中雄作が経営権を買い取った。

## 逸話
『新潮』の中村武羅夫と並んで、大正期を代表する名編集長と称された。嶋中雄作は滝田を不世出の天才編集者と称賛する一方で、『中央公論』は滝田一人の能力に頼りすぎた独裁組織だったために、彼の病とともに終焉を迎えたと指摘した。
大正時代半ば、スペイン風邪が流行した折、広津和郎が40度以上の高熱を発し、依頼された小説が書けない旨を樗陰に連絡した。すると樗陰は「流感ハ本社ノ責任ニアラズ」との電報を広津に打ち、催促をやめなかった。好き嫌いが激しい性格だったため敵が多く、樗陰が死んだ時には「ザマアミヤガレ」という発信人不明の電報が入ったこともある。
文士の書画を集める趣味があり、特に漱石から大量の書画を得ている。樗陰は東大在学中は夏目漱石の講義を受けており、1909年（明治42年）、漱石が大学の講義録を元にした『文学評論』を出版する際には森田草平とともにその清書を担当している。その後も木曜会の常連となっていて、夏目鏡子の『漱石の思ひ出』によると、漱石が亡くなる一年ほど前から、木曜日には毎週、他の門下生が来る前に訪れ、「紙をどっさり持ち込んで来て、自分で墨をおすりになり、毛氈を敷き、紙を展べて、いっさいの準備をととのえて、さあ、先生お書きくださいといったぐあいに、ほとんど手を持たんばかりにして書や絵をお書かせになったものです。（中略）そうして二、三時間の間というもの、ほとんど休みなしに何かとお書かせになるのでした」という。

## 家族・親族
- 町田忠治
  - 伯父(父の兄)。政治家。1863-1946。
  - 立憲民政党総裁、農林大臣、商工大臣、大蔵大臣、等を歴任。

- 滝田菊江
  - 娘。声楽家。1912-1949。
  - 樗陰の子供は娘のみ3人でその三女。
  - 藤原歌劇団のプリマドンナだったが、三十代で病没した。

## 著書
- 明治維新三大政治家 大久保・岩倉・伊藤論（池辺三山述、滝田樗陰編）